# Mercedes AMG F1 W06 Hybrid
Chronologie des modèles (2015)
Mercedes AMG F1 W05 Mercedes AMG F1 W07 Hybrid
La Mercedes AMG F1 W06 Hybrid est la monoplace de Formule 1 engagée par l'écurie allemande Mercedes Grand Prix dans le cadre du championnat du monde de Formule 1 2015. Elle est pilotée par l'Allemand Nico Rosberg présent au sein de l'écurie de Brackley depuis 2010 et le Britannique Lewis Hamilton, présent chez Mercedes pour la troisième année. Le pilote essayeur est l'Allemand Pascal Wehrlein.
Conçue par les ingénieurs Aldo Costa, Paddy Lowe et Geoff Willis, la W06 Hybrid est présentée le 1er février 2015 sur le circuit permanent de Jerez en Espagne. Évolution de la Mercedes AMG F1 W05 Hybrid de 2014, elle s'en distingue notamment par son poids, augmenté de onze kilogrammes. Grâce aux résultats enregistrés par Lewis Hamilton et Nico Rosberg, cette voiture permet à Mercedes d'établir un nouveau record de douze doublés (battant les onze doublés de sa devancière en 2014) et de remporter son deuxième titre mondial des constructeurs consécutif, dès la quinzième manche, à Sotchi le 11 octobre, tandis que Lewis Hamilton remporte son troisième titre mondial et que Nico Rosberg est son dauphin au championnat pilotes, comme en 2014.

## Création de la monoplace
La F1 W06 Hybrid est le modèle successeur de la Mercedes F1 W05 Hybrid. La réglementation technique ayant peu évolué par rapport à 2014, la W06 Hybrid se distingue de sa devancière par un museau plus court et encore plus bas, conforme à la nouvelle réglementation, afin de guider le flux d'air vers le fond plat. Le bras de suspension inférieur en Y a été raccourci au niveau de ses branches pour mieux contrôler le flux d'air ascendant de l'aileron avant et ne pas perturber l'ensemble de la monoplace. En conséquence, l'aileron avant dépasse loin devant le bout du nez. Ce schéma en Y est reproduit pour les biellettes de direction, situées au niveau du triangle de suspension inférieur, auparavant situées au niveau du triangle supérieur, ce qui abaisse le centre de gravité. Les écopes de freins sont presque plates, à l'image des Mercedes de 2012 et 2013, permettant d'améliorer l'écoulement de l'air autour de la roue. Les écrous pneumatiques sont de plus pointus afin de rendre plus rapide le changement de pneus. L'arrière de la voiture est affiné, la prise d'air centrale légèrement élargie et divisée en deux conduits, pour alimenter en air le moteur et refroidir l'huile de la transmission. Les pontons sont plus étroits et plus larges en leurs extrémités, pour évacuer l'air chaud, tandis que l'arête du capot moteur a été affinée. La F1 W06 Hybrid est propulsée par le moteur PU106B Hybrid de Mercedes-Benz, un moteur V6 de 1,6 litre avec turbocompresseur.
Aldo Costa, l'un des ingénieurs chargés de la conception de W06 Hybrid, fixe des objectifs plus élevés que la saison précédente, où l'écurie allemande avait presque remporté toutes les courses. Toto Wolff, le directeur de Mercedes Grand Prix, estime qu'il « serait dangereux de se reposer sur nos lauriers après cette campagne 2014 couronnée de succès. Mais croyez-moi, aucun d’entre nous ne pense que les choses seront plus faciles maintenant, au contraire, notre motivation est plus forte que jamais ». L'Autrichien approfondit : « Nous avons beaucoup gagné la saison dernière mais connaître le succès dans la durée, ce n’est pas juste gagner. Si vous pensez comme cela, vous allez perdre. Sans la bonne approche, le succès est souvent de courte durée,. »
Après la deuxième semaine d'essais de présaison sur le circuit de Barcelone, il est révélé que la FIA considère le montage de la caméra sur la F1 W06 Hybrid comme illégal et que l'équipe doit le changer avant l'ouverture de la saison.

## Livrée
La Mercedes F1 W06 Hybrid est majoritairement de couleur argentée. Les pontons latéraux et certaines parties des ailes avant et arrière sont peints en cyan en raison du sponsor principal, Petronas.

## Résultats en championnat du monde de Formule 1
| Saison | Écurie                        | Moteur                           | Pneus   | Pilotes        | Courses | Courses | Courses | Courses | Courses | Courses | Courses | Courses | Courses | Courses | Courses | Courses | Courses | Courses | Courses | Courses | Courses | Courses | Courses | Points inscrits | Classement |
| Saison | Écurie                        | Moteur                           | Pneus   | Pilotes        | 1       | 2       | 3       | 4       | 5       | 6       | 7       | 8       | 9       | 10      | 11      | 12      | 13      | 14      | 15      | 16      | 17      | 18      | 19      | Points inscrits | Classement |
| ------ | ----------------------------- | -------------------------------- | ------- | -------------- | ------- | ------- | ------- | ------- | ------- | ------- | ------- | ------- | ------- | ------- | ------- | ------- | ------- | ------- | ------- | ------- | ------- | ------- | ------- | --------------- | ---------- |
| 2015   | Mercedes AMG Petronas F1 Team | Mercedes V6 turbo hybride PU106B | Pirelli |                | AUS     | MAL     | CHI     | BAH     | ESP     | MON     | CAN     | AUT     | GBR     | HON     | BEL     | ITA     | SIN     | JAP     | RUS     | USA     | MEX     | BRÉ     | ABU     | 703             | Champion   |
| 2015   | Mercedes AMG Petronas F1 Team | Mercedes V6 turbo hybride PU106B | Pirelli | Nico Rosberg   | 2e      | 3e      | 2e      | 3e      | 1er     | 1er     | 2e      | 1er     | 2e      | 8e      | 2e      | 17e*    | 4e      | 2e      | Abd     | 2e      | 1er     | 1er     | 1er     | 703             | Champion   |
| 2015   | Mercedes AMG Petronas F1 Team | Mercedes V6 turbo hybride PU106B | Pirelli | Lewis Hamilton | 1er     | 2e      | 1er     | 1er     | 2e      | 3e      | 1er     | 2e      | 1er     | 6e      | 1er     | 1er     | Abd     | 1er     | 1er     | 1er     | 2e      | 2e      | 2e      | 703             | Champion   |

Légende : ici 
- * Le pilote n'a pas terminé la course mais est classé pour avoir parcouru plus de 90 % de la distance de course.